# Robert Jeangerard
Robert Eugene Jeagerard (Evanston (Illinois), 20 de junho de 1932 - Belmont (Califórnia), 5 de julho de 2014) foi um basquetebolista estadunidense que integrou a Seleção Estadunidense que conquistou a Medalha de Ouro disputada nos XVI Jogos Olímpicos de Verão de 1956 realizados em Melbourne, Austrália.

## Biografia
Bob Jeangerard jogou na NCAA por Colorado Bufaloes levando-os ao Final Four de 1955. Após formar-se ingressou na Força Aérea onde também disputou os campeonatos da Liga Amadora Americana.
Em 1959 competiu nos Jogos Pan-Americanos em Chicago onde conquistaram a Medalha de Ouro.
Também em 1959 disputou o Campeonato Mundial no Chile onde foram derrotados pelo Brasil ficando com a Medalha de Prata.
Depois dos Jogos Olímpicos de 1956, ele e mais dois irmãos fundaram a Gerard Tires, empresa de pneus que se converteu numa cadeia de lojas no Norte da Califórnia. Cursou direito e passou a advogar, mas não deixou a gerência da empresa.